# La Betulia liberata
La Betulia Liberata (em português: "A Betulia Liberta") é uma cantata sacra ou um oratório com a música de Wolfgang Amadeus Mozart e com o texto de Pietro Metastasio, baseado na história de Judite e Holofernes do Livro de Judite. O oratório foi composto entre os meses de  março e julho de 1771 quando o compositor tinha 15 anos.

## Personagens
| Ozla (príncipe de Betulia)      | tenor   |
| Giuditta (viúva de Manasse)     | alto    |
| Amital (Mulher nobre israelita) | soprano |
| Achior (principe dos amonitas)  | baixo   |
| Cabri (chefe do povo)           | soprano |
| Carmi (chefe do povo)           | soprano |
| Habitantes de Betulia           | coro    |

## Sinopse

### Primeira Parte
Antes da ação começar os Israelitas fizeram um refúgio nos seguros montes de Betulia para resistir a um assédio do inimigo assírio. Para juntar inteligência sobre o inimigo dele, Holofernes, chefe dos assírios, questiona Achior que está familiarizado com os Israelitas. Achior lhe fala: Os Israelitas não podem ser derrotados contanto que eles permaneçam fiéis ao deus deles. Holofernes que não aceitará nenhum deus mas Nabucodonosor II ordena que Achior seja banido a Betulia. 
Dentro de Betulia, Ozias enfrenta um motim. Amital, Cabri e Carmi mostram os efeitos terríveis do assédio na população e questionam a liderança dele. Seria melhor, eles dizem, render aos assírios que resistir mais. Ozias implora mais cinco dias; seguramente, Deus os salvará. 
Giuditta que escuta isto interrompe o luto dela para Manasses censurar Ozias e os habitantes de Betulia, Ozias e Cabri admitem o erro deles. A Giuditta lhes fala que ela pensou em um plano ousado para terminar o assédio; eles a têm que conhecer no portão que noite. 
No portão, Ozias é pegado de surpresa para achar a Giuditta ricamente vestida, perfumada e cheia de jóias. Ela anuncia que ela está deixando a cidade só prestando atenção ao criado feminino dela. Ozias é horrorizado ao que poderia acontecer, mas decide confiar na Giuditta e ofertas o dela adeus.

### Segunda Parte
Embora eles estejam sofrendo fome e de alguma maneira a morte, Ozias e Achior enche de energia para se ocupar de uma discussão teológica estendida. Achior não pode entender por que Ozias e os Israelitas estão contentes de adorar a um só Deus; Contadores de Ozias que um Deus só pode estar perfeito se ele é sem igual. Amital entra, ainda preocupou sobre moral em Betulia. Eles estão suspensos por uma grande comoção no portão: Giuditta devolveu. 
Giuditta explica que, durante a noite, ela entrou no acampamento assírio e foi aceita na barraca de Holofernes. Lá, ela esperou enquanto o anfitrião comia e bebia fartamente. Então ela usou a própria espada dele e cortou-lhe a cabeça. Ela não poupa um único detalhe horrível: "O tronco cortado se espalhou no chão, de sangue coberto; Eu sentia o calafrio de cabeça meio-vivo em baixo da mão que apoiou isto." Para provar se relato, ela puxa a cabeça cortada de repente de uma bolsa levada pelo criado dela. Achior reconhece isto imediatamente e cai ao chão, mas logo se recupera e se arrepende dos modos de politeísta. Tudo se acaba como as pessoas de Betulia cantando um coro de adoração a seu Deus.

## Orquestração
- 1 cravo (para recitativo secco)
- 2 oboés
- 2 fagotes
- 4 trompas
- 2 trompetes
- Instr. de cordas: violinos (primeiros e segundos), violas, violoncelos (para recitativo secco) e contrabaixos (para recitativo secco).